# They're Trying to Kill Us
They're Trying to Kill Us é um documentário estadunidense de 2021 co-dirigido e produzido por John Lewis e Keegan Kuhn. O filme foi produzido pelo jogador profissional de basquetebol Chris Paul e pela cantora e compositora Billie Eilish. Sua história explora a desigualdade racial dentro do sistema alimentar e como ela se correlaciona diretamente com a taxa em que pessoas de cor sofrem com taxas desproporcionalmente mais altas de doenças crônicas. Foi lançado em 11 de novembro de 2021.